# Formulaire de mécanique

## Cinématique: le rayon vecteur et ses dérivées successives

### Encoordonnées cartésiennes
{\displaystyle {\boldsymbol {r}}=x{\boldsymbol {u}}_{x}+y{\boldsymbol {u}}_{y}+z{\boldsymbol {u}}_{z}}
La vitesse du point situé en r s'écrit
{\displaystyle {\boldsymbol {v}}({\boldsymbol {r}})={\frac {{\text{d}}{\boldsymbol {r}}}{{\text{d}}t}}={\frac {{\text{d}}x}{{\text{d}}t}}{\boldsymbol {u}}_{x}+{\frac {{\text{d}}y}{{\text{d}}t}}{\boldsymbol {u}}_{y}+{\frac {{\text{d}}z}{{\text{d}}t}}{\boldsymbol {u}}_{z}},
et l'accélération
{\displaystyle {\boldsymbol {a}}({\boldsymbol {r}})={\frac {{\text{d}}{\boldsymbol {v}}}{{\text{d}}t}}={\frac {{\text{d}}^{2}{\boldsymbol {r}}}{{\text{d}}t^{2}}}={\frac {{\text{d}}^{2}x}{{\text{d}}t^{2}}}{\boldsymbol {u}}_{x}+{\frac {{\text{d}}^{2}y}{{\text{d}}t^{2}}}{\boldsymbol {u}}_{y}+{\frac {{\text{d}}^{2}z}{{\text{d}}t^{2}}}{\boldsymbol {u}}_{z}}.

### Encoordonnées cylindriques
{\displaystyle {\boldsymbol {r}}=\rho {\boldsymbol {u}}_{\rho }+z{\boldsymbol {u}}_{z}}
{\displaystyle {\boldsymbol {v}}={\frac {{\text{d}}{\boldsymbol {r}}}{{\text{d}}t}}={\frac {{\text{d}}\rho }{{\text{d}}t}}{\boldsymbol {u}}_{\rho }+\rho {\frac {{\text{d}}\varphi }{{\text{d}}t}}{\boldsymbol {u}}_{\varphi }+{\frac {{\text{d}}z}{{\text{d}}t}}{\boldsymbol {u}}_{z}}.
{\displaystyle {\boldsymbol {a}}={\frac {{\text{d}}{\boldsymbol {v}}}{{\text{d}}t}}={\frac {{\text{d}}^{2}{\boldsymbol {r}}}{{\text{d}}t^{2}}}=\left({\frac {{\text{d}}^{2}\rho }{{\text{d}}t^{2}}}-\rho \left({\frac {{\text{d}}\varphi }{{\text{d}}t}}\right)^{2}\right){\boldsymbol {u}}_{\rho }+\left(2{\frac {{\text{d}}\rho }{{\text{d}}t}}{\frac {{\text{d}}\varphi }{{\text{d}}t}}+\rho {\frac {{\text{d}}^{2}\varphi }{{\text{d}}t^{2}}}\right){\boldsymbol {u}}_{\varphi }+{\frac {{\text{d}}^{2}z}{{\text{d}}t^{2}}}{\boldsymbol {u}}_{z}}.
Ces formules sont basées sur le fait que la dérivée temporelle de deux des vecteurs de base est non nulle :
{\displaystyle {\frac {{\text{d}}{\boldsymbol {u}}_{\rho }}{{\text{d}}t}}={\frac {{\text{d}}\varphi }{{\text{d}}t}}{\boldsymbol {u}}_{\varphi }},
{\displaystyle {\frac {{\text{d}}{\boldsymbol {u}}_{\varphi }}{{\text{d}}t}}=-{\frac {{\text{d}}\varphi }{{\text{d}}t}}{\boldsymbol {u}}_{\rho }}.

### Encoordonnées sphériques
{\displaystyle {\boldsymbol {r}}=r{\boldsymbol {u}}_{r}},
{\displaystyle {\boldsymbol {v}}={\frac {{\text{d}}{\boldsymbol {r}}}{{\text{d}}t}}={\frac {{\text{d}}r}{{\text{d}}t}}{\boldsymbol {u}}_{r}+r{\frac {{\text{d}}\theta }{{\text{d}}t}}{\boldsymbol {u}}_{\theta }+r{\frac {{\text{d}}\varphi }{{\text{d}}t}}\sin \theta {\boldsymbol {u}}_{\varphi }};
{\displaystyle {\boldsymbol {a}}={\frac {{\text{d}}{\boldsymbol {v}}}{{\text{d}}t}}={\frac {{\text{d}}^{2}{\boldsymbol {r}}}{{\text{d}}t^{2}}}=a_{r}{\boldsymbol {u}}_{r}+a_{\theta }{\boldsymbol {u}}_{\theta }+a_{\varphi }{\boldsymbol {u}}_{\varphi }},
avec:
{\displaystyle a_{r}=\left({\frac {{\text{d}}^{2}r}{{\text{d}}t^{2}}}-r\left({\frac {{\text{d}}\theta }{{\text{d}}t}}\right)^{2}+r\left({\frac {{\text{d}}\varphi }{{\text{d}}t}}\right)^{2}\sin ^{2}\theta \right)},
{\displaystyle a_{\theta }=\left(r{\frac {{\text{d}}^{2}\theta }{{\text{d}}t^{2}}}+2{\frac {{\text{d}}r}{{\text{d}}t}}{\frac {{\text{d}}\theta }{{\text{d}}t}}-r\left({\frac {{\text{d}}\varphi }{{\text{d}}t}}\right)^{2}\sin \theta \cos \theta \right)}
{\displaystyle a_{\varphi }=\left(r{\frac {{\text{d}}^{2}\varphi }{{\text{d}}t^{2}}}\sin \theta +2{\frac {{\text{d}}r}{{\text{d}}t}}{\frac {{\text{d}}\varphi }{{\text{d}}t}}\sin \theta +2r{\frac {{\text{d}}\varphi }{{\text{d}}t}}{\frac {{\text{d}}\theta }{{\text{d}}t}}\cos \theta \right)}.

## Changement de référentiel
Soit un point de rayon vecteur r dans un référentiel {\displaystyle {\mathcal {R}}}. Soit un autre référentiel, {\displaystyle {\mathcal {R}}^{'}}, dont l'origine est située au rayon vecteur s dans {\displaystyle {\mathcal {R}}}. Le rayon vecteur du point, déterminé dans {\displaystyle {\mathcal {R}}'} est alors
{\displaystyle {\boldsymbol {r}}'={\boldsymbol {r}}-{\boldsymbol {s}}}.
Les vitesses du point peuvent être mesurées dans {\displaystyle {\mathcal {R}}} ou dans {\displaystyle {\mathcal {R}}'}. Elles sont notées avec l'indice {\displaystyle {\mathcal {R}}} ou {\displaystyle {\mathcal {R}}'}, de même que les accélérations.
- Vitesse d'entraînement :
{\displaystyle {\boldsymbol {v}}_{\rm {e}}={\dot {\boldsymbol {s}}}_{\mathcal {R}}+{\boldsymbol {\Omega }}\wedge {\boldsymbol {r}}'}
- Loi de composition des vitesses :
{\displaystyle {\boldsymbol {v}}_{\mathcal {R}}={\boldsymbol {v}}'_{{\mathcal {R}}'}+{\boldsymbol {v}}_{\rm {e}}}
- Accélération d'entraînement :
{\displaystyle {\boldsymbol {a}}_{\rm {e}}={\ddot {\boldsymbol {s}}}_{\mathcal {R}}+{\dot {\boldsymbol {\Omega }}}\wedge {\boldsymbol {r}}'+{\boldsymbol {\Omega }}\wedge ({\boldsymbol {\Omega }}\wedge {\boldsymbol {r}}')}
- Accélération de Coriolis :
{\displaystyle {\boldsymbol {a}}_{\rm {c}}=2{\boldsymbol {\Omega }}\wedge {\dot {\boldsymbol {r}}}'_{{\mathcal {R}}'}}
- Loi de composition des accélérations :
{\displaystyle {\boldsymbol {a}}_{\mathcal {R}}={\boldsymbol {a}}'_{{\mathcal {R}}'}+{\boldsymbol {a}}_{\rm {e}}+{\boldsymbol {a}}_{\rm {c}}}

## Dynamique

### Quelques forces
- Poids :
{\displaystyle {\boldsymbol {P}}=m{\boldsymbol {g}}}
- Interaction électromagnétique entre deux particules séparées par une distance d:
{\displaystyle {\boldsymbol {F}}_{1\rightarrow 2}={\frac {q_{1}q_{2}}{4d^{2}\pi \varepsilon _{0}}}}
- Interaction gravitationnelle entre deux corps séparés par une distance d:
{\displaystyle {\boldsymbol {F}}_{1\rightarrow 2}=-Gm_{1}m_{2}{\frac {1}{d^{2}}}}
- Tension d'un ressort de raideur k et d'allongement u :
{\displaystyle {\boldsymbol {F}}=-k{\boldsymbol {u}}}
- Frottement fluide :
{\displaystyle {\boldsymbol {F}}=-\lambda {\boldsymbol {v}}}
- Force d'inertie d'entraînement :
{\displaystyle {\boldsymbol {f}}_{\rm {i_{e}}}=-m{\boldsymbol {a}}_{e}}
- Force d'inertie de Coriolis:
{\displaystyle {\boldsymbol {f}}_{\rm {i_{c}}}=-m{\boldsymbol {a}}_{c}}

### Principe fondamental de la dynamique
- Vecteur quantité de mouvement :
{\displaystyle {\boldsymbol {p}}=m{\boldsymbol {v}}} (en général)
- Principe fondamental de la dynamique :
{\displaystyle {\frac {{\text{d}}{\boldsymbol {p}}}{{\text{d}}t}}=\sum {\boldsymbol {F}}\;+{\boldsymbol {f}}_{\rm {i_{e}}}+{\boldsymbol {f}}_{\rm {i_{c}}}}
- Principe des actions réciproques : pour deux corps A et B,
{\displaystyle {\boldsymbol {F}}_{A\rightarrow B}=-{\boldsymbol {F}}_{B\rightarrow A}}

## Aspect énergétique
- Travail élémentaire d'une force F lors d'un déplacement dr:
{\displaystyle \delta W={\boldsymbol {F}}\cdot {\text{d}}{\boldsymbol {r}}}
- Travail le long d'un chemin {\displaystyle \Gamma _{AB}} :
{\displaystyle \displaystyle W_{A\rightarrow B}=\int _{{\boldsymbol {r}}\in \Gamma _{AB}}\delta W({\boldsymbol {r}})=\int _{{\boldsymbol {r}}\in \Gamma _{AB}}{\boldsymbol {F}}\cdot {\text{d}}{\boldsymbol {l}}({\boldsymbol {r}})}
- Puissance :
{\displaystyle {\mathcal {P}}=\displaystyle {\frac {\delta W}{{\text{d}}t}}}
- On peut aussi définir la puissance comme étant le produit scalaire de la force appliquée au point M avec la vitesse du point :
{\displaystyle {\mathcal {P}}={\boldsymbol {F}}\cdot {\boldsymbol {v}}}
- Énergie cinétique d'un point matériel :
{\displaystyle E_{\rm {c}}=\displaystyle {\frac {1}{2}}m|{\boldsymbol {v}}|^{2}}
- Théorème de l'énergie cinétique :
{\displaystyle \displaystyle \Delta E_{\rm {c}}=\sum W({\boldsymbol {F}})\;+W({\boldsymbol {f}}_{\rm {i_{e}}})+W({\boldsymbol {f}}_{\rm {i_{c}}})}
- Énergie mécanique :
{\displaystyle E_{\rm {m}}=E_{\rm {c}}+E_{\rm {p}}}

### Énergie potentielle pour quelques forces conservatives
Chacune de ces énergies est définie à une constante près
- Pesanteur :
{\displaystyle E_{\rm {p}}=mgz}..., ceci pour {\displaystyle {\boldsymbol {P}}=-mg{\boldsymbol {e}}_{z}}
- Ressort :
{\displaystyle E_{\rm {p}}={\frac {1}{2}}k|{\boldsymbol {u}}|^{2}}
- Force de Coulomb :
{\displaystyle E_{\rm {p}}={\frac {1}{4\pi \varepsilon _{0}}}{\frac {q_{1}q_{2}}{|{\boldsymbol {r}}_{1}-{\boldsymbol {r}}_{2}|}}}
- Gravitation :
{\displaystyle E_{\rm {p}}=-{\frac {Gm_{1}m_{2}}{|{\boldsymbol {r}}_{1}-{\boldsymbol {r}}_{2}|}}}

## Notion deMoment
- Moment cinétique d'un point r par rapport à un point r' :
{\displaystyle {\boldsymbol {L}}_{{\boldsymbol {r}}'}({\boldsymbol {r}})=m({\boldsymbol {r}}-{\boldsymbol {r}}')\wedge {\boldsymbol {v}}({\boldsymbol {r}})}
- Par rapport à un autre point r'' :
{\displaystyle {\boldsymbol {L}}_{{\boldsymbol {r}}''}({\boldsymbol {r}})=({\boldsymbol {r}}-{\boldsymbol {r}}'')\wedge m{\boldsymbol {v}}({\boldsymbol {r}})={\boldsymbol {L}}_{{\boldsymbol {r}}'}({\boldsymbol {r}})+m({\boldsymbol {r}}'-{\boldsymbol {r}}'')\wedge {\boldsymbol {v}}({\boldsymbol {r}})}
- Moment d'une force F au point de rayon vecteur r' :
{\displaystyle {\boldsymbol {M}}_{{\boldsymbol {r}}'}=({\boldsymbol {r}}-{\boldsymbol {r}}')\wedge {\boldsymbol {F}}}
- Par rapport à un autre point r'' :
{\displaystyle {\boldsymbol {M}}_{{\boldsymbol {r}}''}({\boldsymbol {r}})={\boldsymbol {M}}_{{\boldsymbol {r}}'}({\boldsymbol {r}})+({\boldsymbol {r}}'-{\boldsymbol {r}}'')\wedge {\boldsymbol {F}}}
- Théorème du moment cinétique :
{\displaystyle {\frac {{\text{d}}{\boldsymbol {L}}_{{\boldsymbol {r}}'}}{{\text{d}}t}}=\sum {\boldsymbol {M}}_{{\boldsymbol {r}}'}({\boldsymbol {F}})\;+{\boldsymbol {M}}_{{\boldsymbol {r}}'}({\boldsymbol {f}}_{\rm {i_{e}}})+{\boldsymbol {M}}_{{\boldsymbol {r}}'}({\boldsymbol {f}}_{\rm {i_{c}}})}.

## Oscillateur

### Oscillateurharmonique(sans amortissement)
- Équation différentielle de la forme :
{\displaystyle {\frac {{\text{d}}^{2}u}{{\text{d}}t^{2}}}+\omega _{0}^{2}u=0}.
- Pulsation propre :
{\displaystyle \omega _{0}^{2}={\frac {k}{m}}}
- Période propre:
{\displaystyle T_{0}=\displaystyle {\frac {2\pi }{\omega _{0}}}}
- Solution sous la forme :
{\displaystyle u(t)=A\cos(\omega _{0}t)+B\sin(\omega _{0}t)}.

Les constantes A et B sont déterminées par les conditions initiales.

### Oscillateur avec facteur d'amortissementλ
- Équation différentielle de la forme :
{\displaystyle {\frac {{\text{d}}^{2}u}{{\text{d}}t^{2}}}+2\lambda {\frac {{\text{d}}u}{{\text{d}}t}}+\omega _{0}^{2}u=0}
- Trois cas selon la valeur du discriminant de l'équation caractéristique :
{\displaystyle \Delta =4(\lambda ^{2}-\omega _{0}^{2})}
  - {\displaystyle \Delta <0}, soit {\displaystyle \lambda <\omega _{0}}, alors
{\displaystyle x(t)=e^{-\lambda t}\left[A\cos(\Omega t)+B\sin(\Omega t)\right]} (régime pseudo-périodique)
Pseudo-pulsation :
{\displaystyle \Omega ={\sqrt {\omega _{0}^{2}-\lambda ^{2}}}} ;
Pseudo-période :
{\displaystyle T=\displaystyle {\frac {2\pi }{\Omega }}}
  - {\displaystyle \Delta =0}, soit {\displaystyle \lambda =\omega _{0}}, alors
{\displaystyle x(t)=(At+B)e^{-\lambda t}} (régime critique)
  - {\displaystyle \Delta >0}, soit {\displaystyle \lambda >\omega _{0}}, alors
{\displaystyle x(t)=e^{-\lambda t}(Ae^{{\sqrt {\lambda ^{2}-\omega _{0}^{2}}}.t}+Be^{-{\sqrt {\lambda ^{2}-\omega _{0}^{2}}}.t})} (régime apériodique)
- Dans chaque cas, les constantes A et B sont déterminées par les conditions initiales.